# No cry No more
「No cry No more」（ノー クライ ノー モア）は、日本の音楽グループAAAの28枚目のシングル。2011年6月22日にavex traxから発売された。

## 概要
- 前作「ダイジナコト」から約4ヶ月ぶりの発売となる。
- 「No cry No more」は小室哲哉が楽曲提供しているが、カップリング曲は楽曲提供しておらず、今作からはクレジットも「Excective Producer : masato max matsuura」となり、総合プロデューサーではなくなっている。
- 編曲は小室哲哉＆久保こーじという往年のタッグが担当した。ちなみにシングル曲で小室が編曲に参加するのは初。パーカッションなどは全て小室による打ち込みである。
- ジャケットCのみ「夏もの」に収録されている「SUNSHINE」の新ボーカルバージョンが収録されている。
- オリコンシングルウィーリーチャートで「負けない心」以来となるTOP3入りを記録、初動売上はシングルでは自己最高となる約4.7万枚を記録した。
- イトーヨーカドーのCMソングであったこともあって（後述）各地のヨーカドーの店舗でも発売された。
- 「AAA BUZZ COMMUNICATION TOUR 2011 DELUXE EDITION」が開催された「さいたまスーパーアリーナ」公演を記念して、ライブ会場限定（6月25日・6月26日）と mu-moショップにて限定盤のシングル（ジャケットD）がリリースされた。「えーパンダ」とのコラボジャケットで、メンバーサインとメッセージ（印刷）付き9つ折りポスターも封入された。
- 日本レコード協会のゴールド等認定で音楽配信10万件を超えるゴールドに認定された。AAA関連作品では、10作目のゴールド認定となった。

## 芸能人からの評価
- SUPER☆GiRLSの勝田梨乃は、AAAで好きな曲が「No cry No more」を挙げて宇野実彩子の歌唱について転調する所かっこよすぎると述べる[1]。

## 収録内容

### ジャケットA
CD
1. No cry No more [5:05]
（作詞：Tetsuya_Komuro・Mitsuhiro Hidaka（ラップ詞）、作曲：Tetsuya_Komuro、編曲：Tetsuya_Komuro & Cozy Kubo）
2. ID [4:17]
（作詞：Yusuke Toriumi・Mitsuhiro Hidaka（ラップ詞）、作曲：Miki Fujisue、編曲：Army Slick）
3. No cry No more（Instrumental）[5:05]
4. ID（Instrumental）[4:15]

DVD
1. No cry No more（Music Clip）
2. No cry No more（Music Clip Making part.1）

### ジャケットB
CD
1. No cry No more
2. ID
3. No cry No more（Instrumental）
4. ID（Instrumental）

DVD
1. No cry No more （Music Clip Making part.2）
2. Another side of "Buzz Communication"

### ジャケットC
1. No cry No more [5:05]
2. ID [4:16]
3. SUNSHINE [4:05]
4. No cry No more（Instrumental）[5:05]
5. ID（Instrumental）[4:15]

### ジャケットD
CD
1. No cry No more
2. ID

CD EXTRA
1. AAA“BUZZ COMMUNICATION”TOUR 2011メンバー紹介映像

### mu-moショップ限定盤A
1. No cry No more
2. ID
3. Think about AAA 5th Anniversary〜season 8〜

### mu-moショップ限定盤B
1. No cry No more
2. ID
3. Think about AAA 5th Anniversary〜season 9〜

### mu-moショップ限定盤C
CD
1. No cry No more
2. ID

CD EXTRA
1. AAA“BUZZ COMMUNICATION”TOUR 2011メンバー紹介映像

## タイアップ
| 曲名           | タイアップ                                                   |
| -------------- | ------------------------------------------------------------ |
| No cry No more | イトーヨーカドー「ボディクーラー」「ホワイトビズ」TVCMソング |